# La Bazouge-des-Alleux
La Bazouge-des-Alleux és un municipi francès situat al departament de Mayenne i a la regió de País del Loira. L'any 2007 tenia 383 habitants.

## Demografia

### Població
El 2007 la població de fet de La Bazouge-des-Alleux era de 383 persones. Hi havia 138 famílies de les quals 26 eren unipersonals (13 homes vivint sols i 13 dones vivint soles), 39 parelles sense fills, 69 parelles amb fills i 4 famílies monoparentals amb fills.
La població ha evolucionat segons el següent gràfic:
Habitants censats

### Habitatges
El 2007 hi havia 159 habitatges, 140 eren l'habitatge principal de la família, 8 eren segones residències i 11 estaven desocupats. 158 eren cases i 1 era un apartament. Dels 140 habitatges principals, 114 estaven ocupats pels seus propietaris, 22 estaven llogats i ocupats pels llogaters i 4 estaven cedits a títol gratuït; 2 tenien dues cambres, 14 en tenien tres, 35 en tenien quatre i 89 en tenien cinc o més. 113 habitatges disposaven pel capbaix d'una plaça de pàrquing. A 48 habitatges hi havia un automòbil i a 87 n'hi havia dos o més.

### Piràmide de població
La piràmide de població per edats i sexe el 2009 era:
| Homes | Edats   | Dones |
| ----- | ------- | ----- |
| 0     | 95 o +  | 0     |
| 0     | 90 a 94 | 0     |
| 0     | 85 a 89 | 4     |
| 0     | 80 a 84 | 0     |
| 0     | 75 a 79 | 0     |
| 8     | 70 a 74 | 0     |
| 4     | 65 a 69 | 8     |
| 8     | 60 a 64 | 4     |
| 16    | 55 a 59 | 0     |
| 4     | 50 a 54 | 8     |
| 12    | 45 a 49 | 12    |
| 4     | 40 a 44 | 8     |
| 12    | 35 a 39 | 8     |
| 24    | 30 a 34 | 12    |
| 4     | 25 a 29 | 8     |
| 4     | 20 a 24 | 0     |
| 0     | 15 a 19 | 16    |
| 12    | 10 a 14 | 20    |
| 4     | 5 a 9   | 4     |
| 12    | 0 a 4   | 16    |

## Economia
El 2007 la població en edat de treballar era de 256 persones, 208 eren actives i 48 eren inactives. De les 208 persones actives 195 estaven ocupades (105 homes i 90 dones) i 12 estaven aturades (4 homes i 8 dones). De les 48 persones inactives 18 estaven jubilades, 21 estaven estudiant i 9 estaven classificades com a «altres inactius».

### Ingressos
El 2009 a La Bazouge-des-Alleux hi havia 157 unitats fiscals que integraven 443 persones, la mediana anual d'ingressos fiscals per persona era de 17.303 €.

### Activitats econòmiques
Dels 10 establiments que hi havia el 2007, 3 eren d'empreses de construcció, 1 d'una empresa d'hostatgeria i restauració, 1 d'una empresa immobiliària, 3 d'empreses de serveis i 2 d'empreses classificades com a «altres activitats de serveis».
Dels 5 establiments de servei als particulars que hi havia el 2009, 1 era un paleta, 1 guixaire pintor, 1 perruqueria, 1 restaurant i 1 agència immobiliària.
L'any 2000 a La Bazouge-des-Alleux hi havia 31 explotacions agrícoles que ocupaven un total de 1.764 hectàrees.

## Poblacions més properes
El següent diagrama mostra les poblacions més properes.